# Astragalus atropilosulus
Astragalus atropilosulus är en ärtväxtart som först beskrevs av Ferdinand von Hochstetter, och fick sitt nu gällande namn av Aleksandr Andrejevitj Bunge. Astragalus atropilosulus ingår i släktet vedlar, och familjen ärtväxter.

## Underarter
Arten delas in i följande underarter:
- A. a. abyssinicus
- A. a. atropilosulus
- A. a. bequaertii
- A. a. burkeanus